# مارفن كوب
مارفن كوب (بالإنجليزية: Marvin Cobb)‏ هو لاعب كرة قدم أمريكية أمريكي، ولد في 6 أغسطس 1953 في ديترويت في الولايات المتحدة.

## وصلات خارجية
- مارفن كوب على موقع مرجع كرة القدم المحترفة.كوم (الإنجليزية)